# Eremodaucus lehmannii
Eremodaucus es un género monotípico de plantas de la familia de las apiáceas. Su única especie: Eremodaucus lehmannii, es originaria de Afganistán.

## Taxonomía
Eremodaucus lehmannii fue descrita por Alexander von Bunge y publicado en Del. Sem. Hort. Dorp. (1843). Cf. Linnaea, xviii. (1844) 6; et 151.